# 科氏新鰻鯰
科氏新鰻鯰，為輻鰭魚綱鯰形目鰻鯰科的其中一種，分布於巴布亞紐幾內亞的Sepik河流域，為底棲性魚類，屬肉食性，生活習性不明。

## 擴展閱讀
維基物種上的相關：科氏新鰻鯰